# Winnie Mølgaard
Winnie Mølgaard (født 28 July 1977) er en dansk tidligere håndboldspiller. Hun var en del af det danske landshold, der vandt EM i Håndbold 2002.
Hun var også med til at vinde sølvmedaljer ved EM i Håndbold 2004 og deltog i EM i Håndbold 2000, hvor Danmark kom på 11. pladsen.
Hun var oprindeligt ikke med i truppen til EM 2004, men blev indkaldt, da Lotte Kiærskou brækkede fingeren, dagen inden turneringen.
Hun spillede sin sidste landskamp d. 15. oktober 2005 mod Tyskland. Hun deltog aldrig i hverken VM eller OL.
På klubplan startede hun seniorkarrieren i DHG Odense i 1996 som amatørspiller. Hun tog derefter til GOG i 1998, da hun ville prøve kræfter med topliga-håndbold. Et år senere spillede hun på det danske landshold.
I 2000-2001 sæsonen spillede hun for spanske Ferrobus Mislata i Valencia som profesionel håndboldspiller. Året efter vendte hun tilbage til GOG. I 2006 forlængede hun kontrakten indtil 2008, men allerede året efter indstillede hun karrieren.

## Eksterne links
- DhDb profil
- Dansk Håndbold profil